# Campaña presidencial de Robert F. Kennedy Jr. de 2024
Robert F. Kennedy Jr. anunció su campaña para las elecciones presidenciales de los Estados Unidos de 2024 el 19 de abril de 2023. Abogado ambientalista, escritor y miembro de la familia Kennedy, es conocido por promover desinformación antivacunas y teorías de conspiración en materia de salud pública.Inicialmente se postuló para la nominación del Partido Demócrata, pero anunció el 9 de octubre de 2023 que se postularía como candidato independiente.
Manteniendo una mezcla diversa de puntos de vista tradicionalmente liberales, conservadores y libertarios, además de sus teorías de conspiración, Kennedy ha recibido un apoyo significativo de independientes y jóvenes. Su campaña también ha recibido un fuerte respaldo y elogios de ejecutivos de la industria tecnológica en Silicon Valley. Al mismo tiempo, la reacción a su campaña por parte de su familia extendida ha sido en gran parte negativa.
Aunque los candidatos de terceros partidos e independientes rara vez obtienen un rendimiento tan sólido en las elecciones como lo hacen en las encuestas, una encuesta del Instituto de Encuestas de la Universidad Quinnipiac, publicada el 1 de noviembre de 2023, indicó que Kennedy ganaría el 22 por ciento de los votos si las elecciones presidenciales de 2024 se celebraran en ese momento. El 23 de agosto de 2024, Robert F. Kennedy Jr. puso fin a su campaña presidencial y apoyó la campaña de Donald Trump. Sin embargo, Kennedy permanecerá en la boleta electoral en algunos estados, ya que ya registró su campaña en esos estados.